# Кулеба Володимир Юрійович
Володи́мир Ю́рійович Куле́ба (23 березня 1951, с. Бараші, Житомирська область) — радянській і український журналіст, письменник, радіоведучий, автор 12 книг, Головний редактор газети «Независимость»(до 1991 року — «Комсомольское знамя») з 1986 по 2000 роки, шеф-редактор газети «Киевский регион» з 2007-2010 років.

## Освіта
Закінчив загальноосвітню школу № 87 у місті Києві. У 1973 році закінчив Київський державний університет ім. Т. Г. Шевченка, факультет журналістики. Після закінчення університету 2 роки відслужив у Радянській армії.

## Кар'єра
З 1975 по 1981 року працював журналістом у редакціях газети «Арсеналець» та «Прапор комунізму» у Києві. З 1981 року упродовж двох років займав посаду завідувача сектору преси, телебачення та радіо Київського міськкому Комуністичної партії України (КПУ). 
З 1983 по 1986 роки — інструктор сектору газет і журналів відділу пропаганди і агітації ЦК КПУ.
У 1986 році став головним редактором газети «Комсомольское знамя». У 1991 році після проголошення незалежності України редакція газети провела зустріч з читачами щодо перейменування газети. Видання отримало назву «Независимость». У період з 1989 по 1995 роки наклад газети перевищував 1,5 млн примірників. У різні роки у виданні працювали такі журналісти як Геннадій Корж, Ольга Герасим'юк, Ольга Мусафірова, Олександра Парахоня, Кіра Фоменко, Михайло Френкель, Ольга Унгурян, Яніна Соколовська, Костянтин Ремізовський, Сергій Поярков тощо. Після розпаду СРСР газета  знаходилась на самофінансуванні та не мала, окрім колективу газети, інших власників. У 2000 році видання припинило своє існування через відсутність фінансування.
В. Ю. Кулеба з 2000 по 2005 рік працював заступником голови Київської обласної адміністрації. З 2005 по 2007 очолював Київську обласну організацію партії «Трудова Україна». З 2007—2010  роки — шеф-редактор газети «Киевский регион». З 2010 по 2012 рік — заступник головного редактора пресцентру «Україна. Євро-2012». З 2012 по 2016 рік викладав авторський майстер-клас журналістики в Університеті «Україна».
З 2010 по 2018 рік вів авторський цикл «На футболі з Володимиром Кулебою» на каналі «Промінь».

## Творчість
Автор 12 книг, виданих в період з 1996 по 2014 рік:
- «Путешествие в застой и обратно» (1996)
- «Футбол на Бессарабские ворота» (1999)
- «Под знойным небом Барселоны» (2001)
- «Кто отдыхал в Гантиади» (2002)
- «Красный  «Арсенал» (2003)
- «Виагра» (2005)
- «Олигархи тоже платят» (2005)
- «Зеркало для журналиста» (2009)
- «60 новел київського футболу»(2007)
- «Історія єврофутболу: як це було» (2011)
- «Золота сотня Європи» (2012)

## Особисте життя
Одружений, має дочку і сина.